# التفسير الفقهي
تفاسير الفقهاء المقصود بها طائفة من أهل العلم قصدت إلى التّركيز على تفسير آيات الأحكام من القرآن الّتي تشرح شرائع الإسلام وتبيّن الحلال والحرام، وإذا تعرَّضوا لما سوى ذلك فهو مقصود بالتّبع لا بالأصالة.
وهذا التفسير بهذه الصفة يتميز بمزيد من دقة الفهم، وعمق الاستنباط، ويسمح بإعمال الذهن في المناقشة والموازنة بين الآراء أكثر من غيره، مما يجعل له أهمية أكبر، ويلزم بالاعتناء به أكثر.
كان كل مفسر يقتصر في تفسيره على الفن الذي يغلب عليه، فالنحوي تراه ليس له هم إلا الإعراب، وتكثير الأوجه المحتملة فيه، ونقل قواعد النحو ومسائله وفروعه وخلافياته كالزجاج والواحدي في البسيط وأبي حيان في البحر والنهر.
والفقيه يكاد يسرد فيه الفقه من باب الطهارة إلى أمهات الأولاد، وربما استطرد إلى إقامة أدلة الفروع الفقهية التي لا تعلق لها بالآية والجواب عن أدلة المخالفين كالقرطبي.

## تعريف التفسير الفقهي
المقصود بهذا الاتجاه: الاعتناء بآيات الأحكام من القرآن، واستنباط القواعد منها والأصول، واكتشاف الثروة التشريعية لبيان أحكام الله تعالى التي كلف عباده الامتثال لها، ومدى حاجة جميع الأزمنة والأمكنة إلى هذه الثروة التشريعية، ليضمنوا السعادة في الدنيا، والفوز بالآخرة.
والتفسير الفقهي بدت جذوره واضحة منذ العهد النبوي على يدي رسول الله ﷺ، كبيانه ﷺ للخيط الأبيض والأسود بأنهما بياض النهار وسواد الليل، حين التبس الأمر على عدي بن حاتم، لما أحضر خيطين؛ أبيض وأسود، فلما توفي رسول الله ﷺ جدَّت للصحابة أمور لم تقع من قبل، فاتجهت عقولهم لإيجاد الحكم الشرعي لها من القرآن، فإن وجدوا فيه الحكم أنزلوه على الحادثة، وإلا انتقلوا إلى السنة النبوية، فإن لم يجدوا فيها حكمًا أعملوا عقولهم، واجتهدوا بما عندهم من مقومات الاجتهاد، حتى يخرجوا بالحكم المناسب.
وظل الأمر هكذا في عهد الصحابة وعهد التابعين إلى عهد أئمة المذاهب الأربعة وغيرها.

## أشهر المصنفات في التفسير الفقهي
1. تفسير «أحكام القرآن»، لأبي بكر الرازي المعروف بالجصاص.
2. تفسير «التفسيرات الأحمدية في بيان الآيات الشرعية» لأحمد بن أبي سعيد المدعو بـ (ملاجيون) من علماء القرن الحادي عشر الهجري.
3. «أحكام القرآن»، للشافعي، من جمع أبي بكر البيهقي صاحب السنن.
4. تفسير «أحكام القرآن» للكيا الهراسي.
5. «أحكام القرآن» لابن العربي.
6. «الجامع لأحكام القرآن»، للقرطبي.[6]

## نموذج من التفسير الفقهي
باب جلود الميتة إذا دبغت: قوله تعالى: {إِنَّمَا حَرَّمَ عَلَيْكُمُ الْمَيْتَةَ وَالدَّمَ} [سورة البقرة، الآية: 173] وقوله تعالى: {قُلْ لَا أَجِدُ فِي مَا أُوحِيَ إِلَيَّ مُحَرَّمًا عَلَى طَاعِمٍ يَطْعَمُهُ إِلَّا أَنْ يَكُونَ مَيْتَةً أَوْ دَمًا} [سورة الأنعام، الآية: 148] يقتضي تحريم الميتة بجميع أجزائها وجلدها من أجزائها؛ لأنه قد حله الموت بدلًا من الحياة التي كانت فيه، إلا أن قوله: {عَلَى طَاعِمٍ يَطْعَمُهُ} [سورة الأنعام، الآية: 148]  قد دل على الاقتصار بالتحريم على ما يتأتى فيه الأكل، وقد بين النبي ﷺ هذا المعنى في جلد الميتة بعد الدباغ بقوله: «إنما حرم أكلها وإنما حرم لحمها».
وقد اختلف الفقهاء في حكم جلد الميتة بعد الدباغ، فقال أبو حنيفة وأصحابه والحسن بن صالح وسفيان الثوري وعبد الله بن الحسن العنبري والأوزاعي والشافعي: يجوز بيعه بعد الدباغ والانتفاع به، قال الشافعي: إلا جلد الكلب والخنزير، وأصحابنا لم يفرقوا بين جلد الكلب وغيره، وجعلوه طاهرًا بالدباغ إلا جلد الخنزير خاصة، وقال مالك: ينتفع بجلود الميتة في الجلوس عليها ويغربل عليها، ولا تباع ولا يصلى عليها. وقال الليث بن سعد: لا بأس ببيع جلود الميتة قبل الدباغ إذا بينت أنها ميتة، والحجة لمن طهرها وجعلها مذكاة ما ورد عن النبي ﷺ من الآثار المتواترة من الوجوه المختلفة بألفاظ مختلفة كلها يوجب طهارتها والحكم بذكاتها.